# Брайслін (Міннесота)
Брайслін (англ. Bricelyn) — місто (англ. city) в США, в окрузі Феріболт штату Міннесота. Населення — 348 осіб (2020).

## Географія
Брайслін розташований за координатами 43°33′39″ пн. ш. 93°48′47″ зх. д. / 43.56083° пн. ш. 93.81306° зх. д. (43.560808, -93.813055).  За даними Бюро перепису населення США в 2010 році місто мало площу 0,76 км², уся площа — суходіл.

## Демографія
Згідно з переписом 2010 року, у місті мешкало 365 осіб у 168 домогосподарствах у складі 97 родин. Густота населення становила 481 особа/км².  Було 197 помешкань (260/км²).
Расовий склад населення:
| - 92,6 % — білих - 2,5 % — чорних або афроамериканців - 1,4 % — корінних американців - 0,8 % — азіатів |

До двох чи більше рас належало 2,2 %. Частка іспаномовних становила 9,6 % від усіх жителів.
За віковим діапазоном населення розподілялося таким чином: 22,5 % — особи молодші 18 років, 52,6 % — особи у віці 18—64 років, 24,9 % — особи у віці 65 років та старші. Медіана віку мешканця становила 47,9 року. На 100 осіб жіночої статі у місті припадало 108,6 чоловіків;  на 100 жінок у віці від 18 років та старших — 106,6 чоловіків також старших 18 років.
Середній дохід на одне домашнє господарство  становив 51 890 доларів США (медіана — 34 375), а середній дохід на одну сім'ю — 53 214 долари (медіана — 52 500). За межею бідності перебувало 21,3 % осіб, у тому числі 40,3 % дітей у віці до 18 років та 11,8 % осіб у віці 65 років та старших.
Цивільне працевлаштоване населення становило 148 осіб. Основні галузі зайнятості: освіта, охорона здоров'я та соціальна допомога — 32,4 %, виробництво — 16,2 %, сільське господарство, лісництво, риболовля — 12,8 %, роздрібна торгівля — 10,8 %.